# Forn de mufla

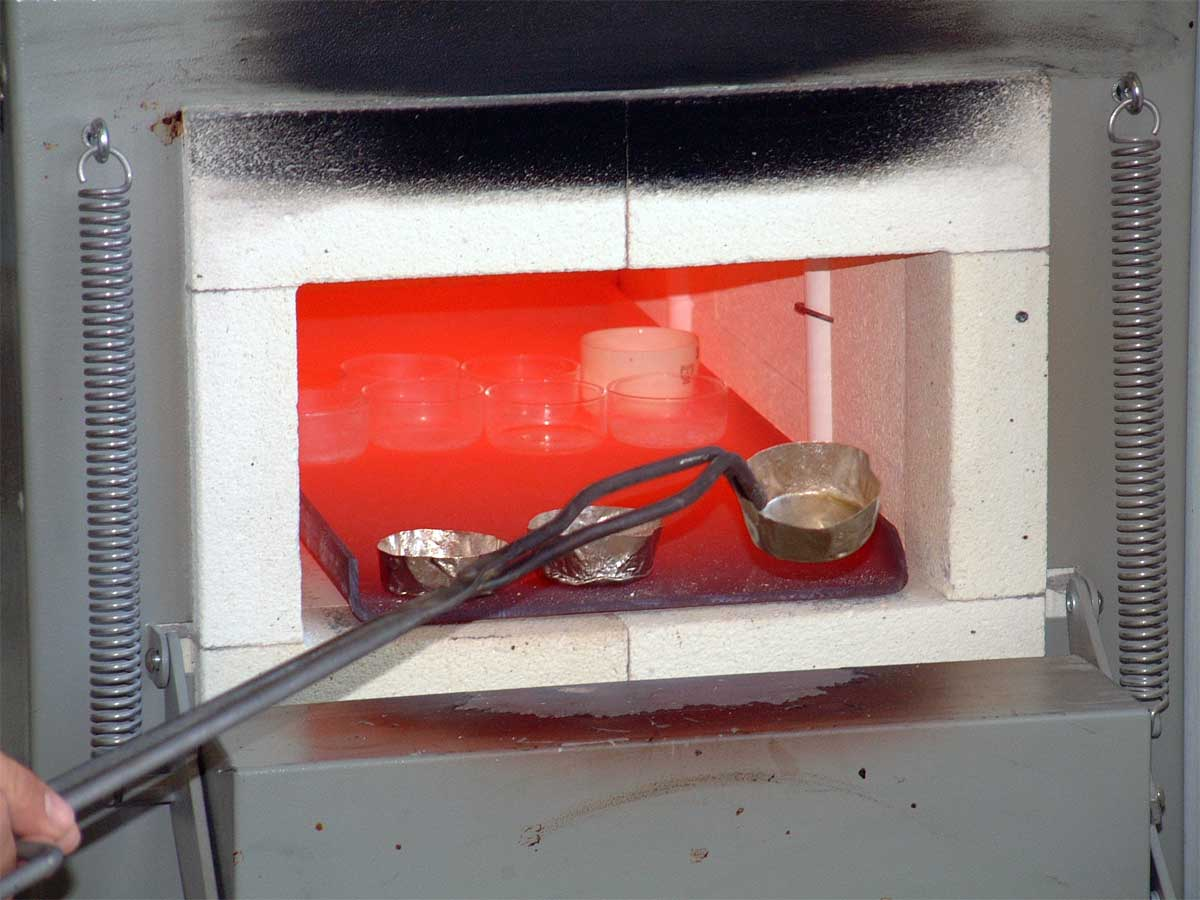
Forn de mufla obert, amb gresols i cristal·litzadors al seu interior.

Un forn de mufla és un forn utilitzat als laboratoris que té el seu interior un recobriment d'un material refractari que permet repartir la calor uniformement i assolir temperatures elevades, al voltant dels 1.100 °C.
Als laboratoris s'empren per a dur a terme assaigs de fosa, tractaments tèrmics, processos d'incineració, dessecats de precipitats, calcinacions, etc.